# مغامرات سنبل
مغامرات سنبل (باليابانية: パラソルヘンべえ، بالروماجي: Parasoru Henbee) مسلسل أنمي ياباني من إنتاج إستديو سيول سي آند دي، عرض لأول مرة في 2 أكتوبر عام 1989 استمر حتى 28 يناير عام 1991. تمت دبلجة المسلسل للغة العربية.

## روابط خارجية
- مغامرات سنبل على موقع قاعدة بيانات الفيلم (الإنجليزية)
- مغامرات سنبل على موقع ANN anime (الإنجليزية)